# Comburg
Comburg fu un monastero benedettino situato presso Schwäbisch Hall nel Baden-Württemberg in Germania.

## Storia e descrizione
Esso venne fondato alla fine del 1070 dai conti di Comburg-Rothenburg sul luogo del loro antico castello. Essi avevano nella regione il ruolo di Vogt, che continuò sino all'estinzione della loro dinastia, momento nel quale avvenne il passaggio di tali poteri alla dinastia degli Staufen. I primi monaci provenivano dall'Abbazia di Brauweiler, ma negli anni '80 già venne nominato un abate proveniente dall'Abbazia di Hirsau.
I monaci di Comburg appartenevano tutti, esclusivamente, a famiglie aristocratiche e, secondo le riforme benedettine dell'Abbazia di Melk del XV secolo, su pressione degli stessi, il monastero divenne una fondazione collegiale (Kollegiatstift) nel 1488, ammettendo successivamente anche i non nobili all'interno della comunità monastica.
Nel 1587 Comburg passò al Württemberg, che mise fine al suo status di Abbazia Imperiale.
La comunità presente, venne secolarizzata nel 1803. La biblioteca dell'abbazia, è oggi conservata nella Biblioteca di Stato del Württemberg, ma i tesori della chiesa abbaziale vennero fusi nella zecca di Ludwigsburg per la fabbricazione di monete.
Sino al 1909 la struttura venne utilizzata come ricovero per soldati invalidi (Ehreninvalidenkorps). Durante la seconda guerra mondiale, il sito venne utilizzato come campo di prigionia. Dal 1947 ospita un istituto per la formazione continua degli insegnanti.

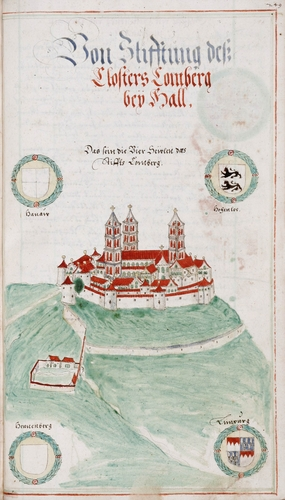
Comburg alla fine del XVI secolo
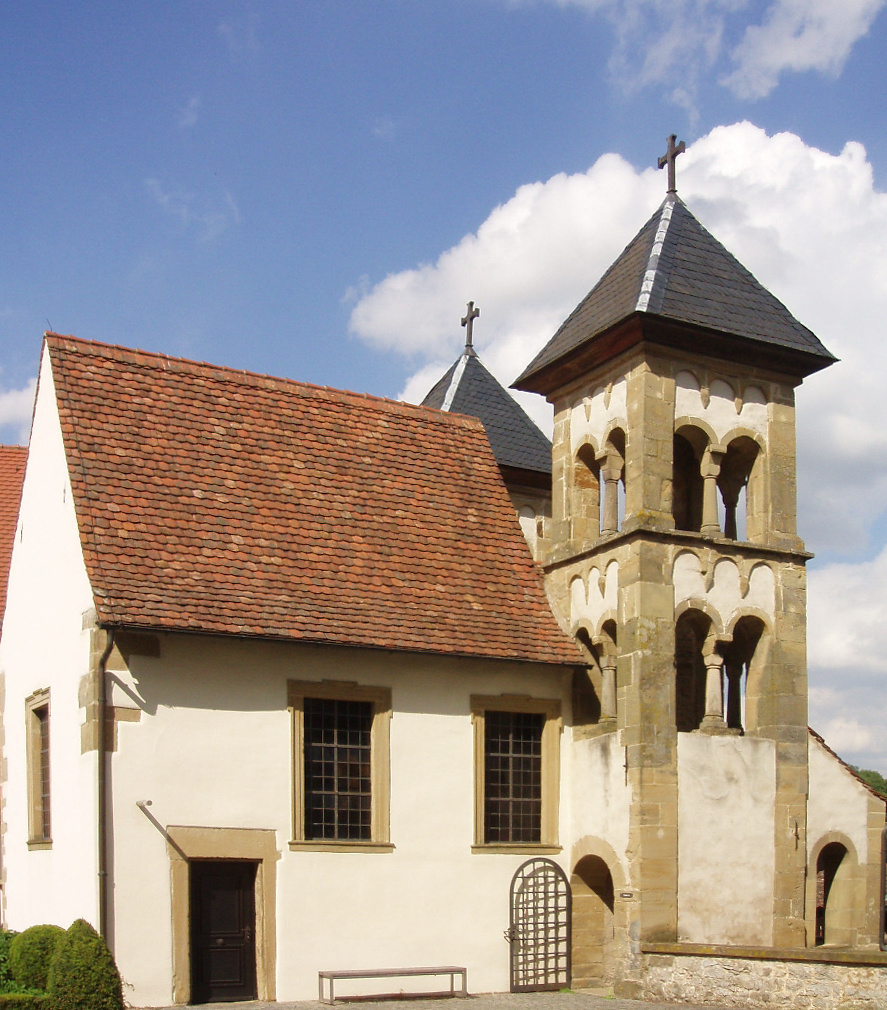
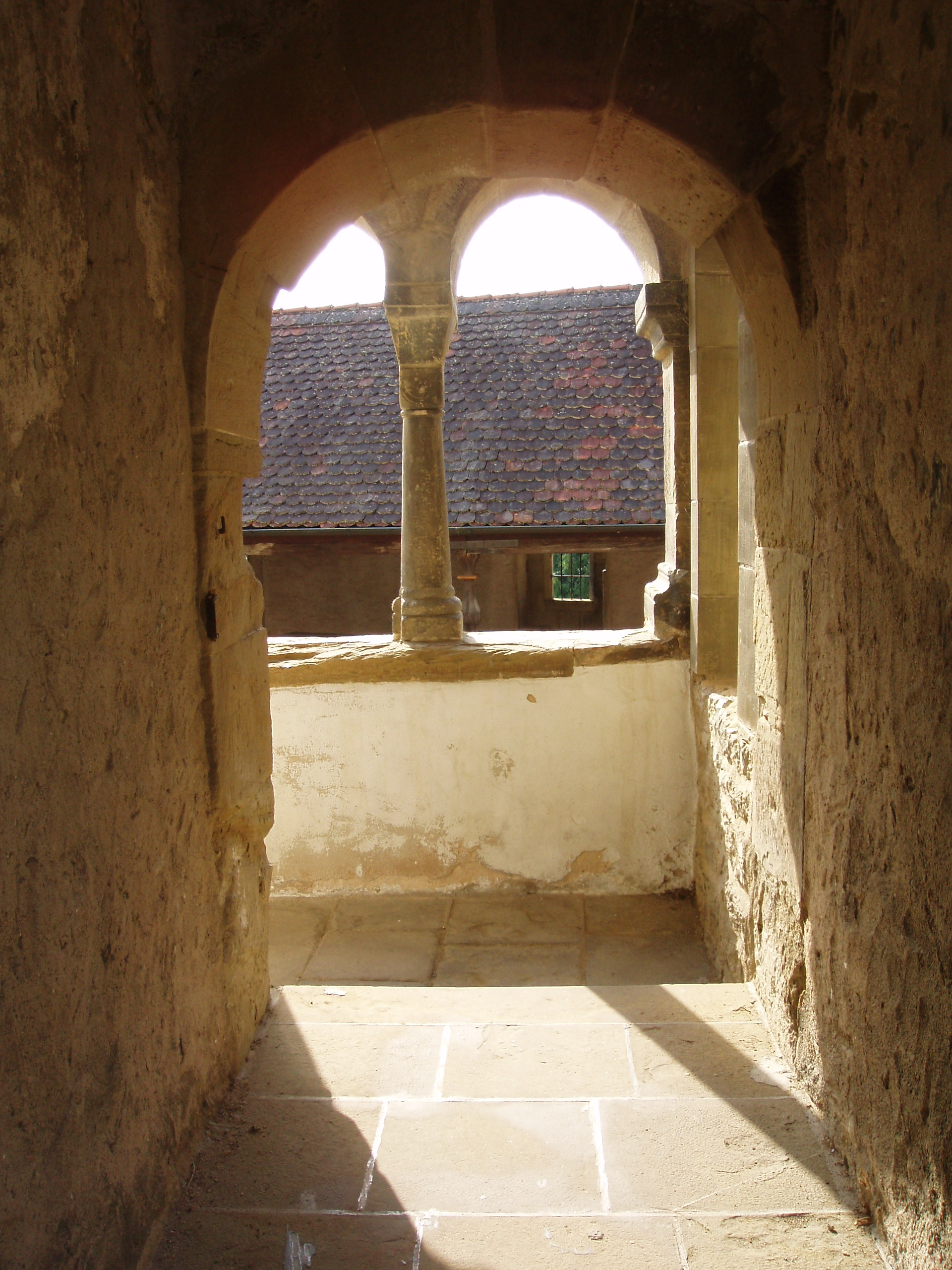
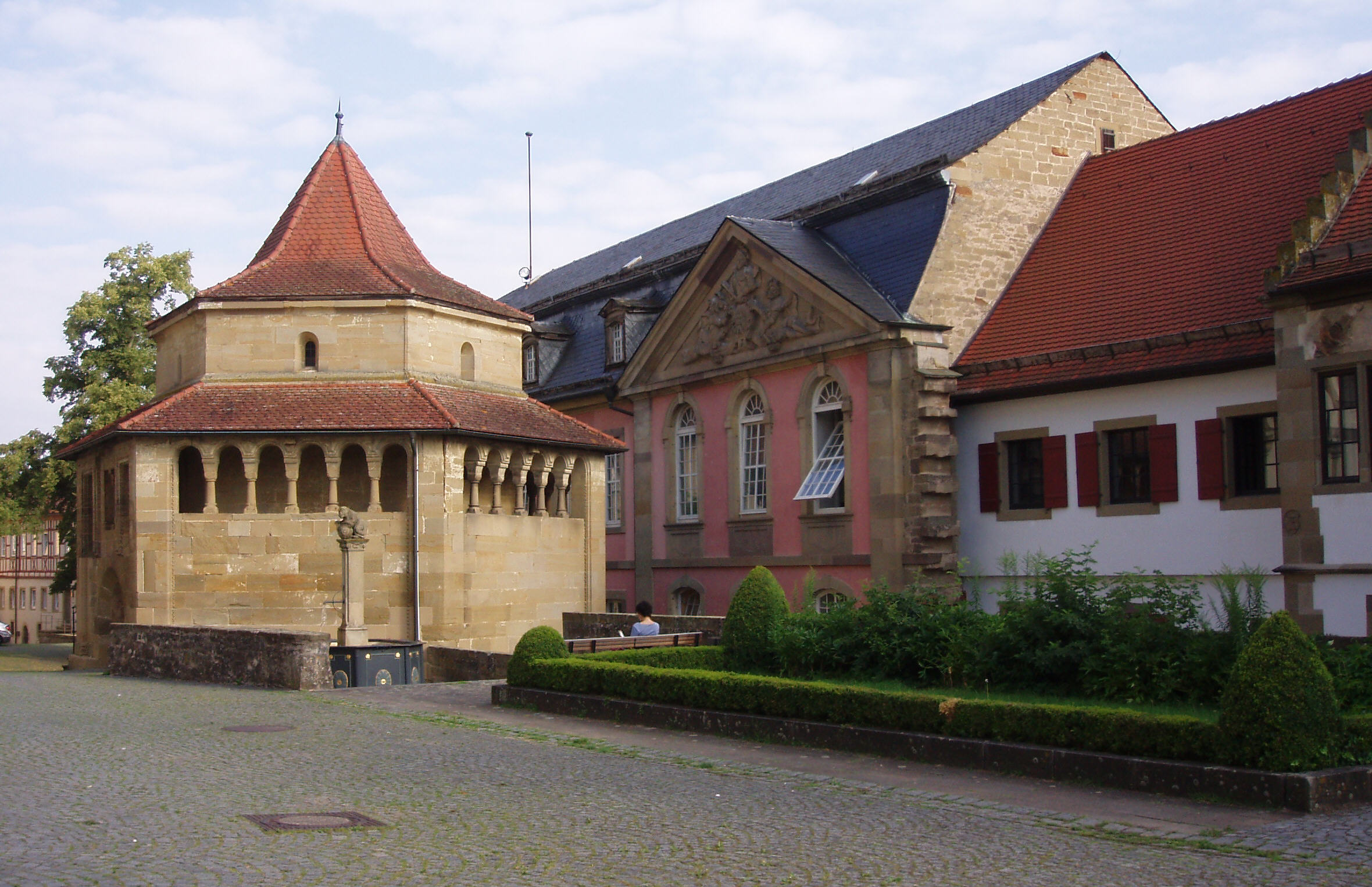
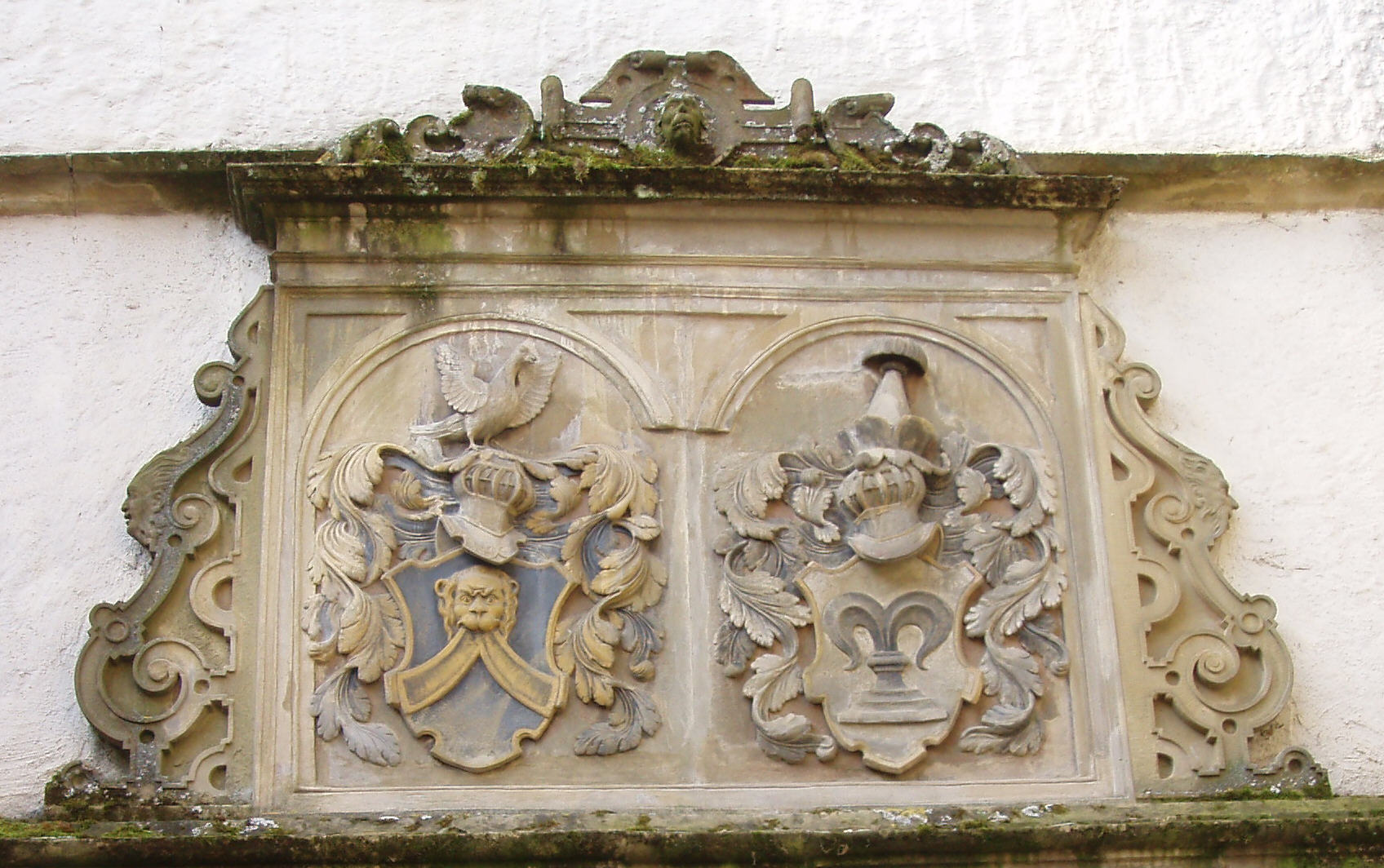
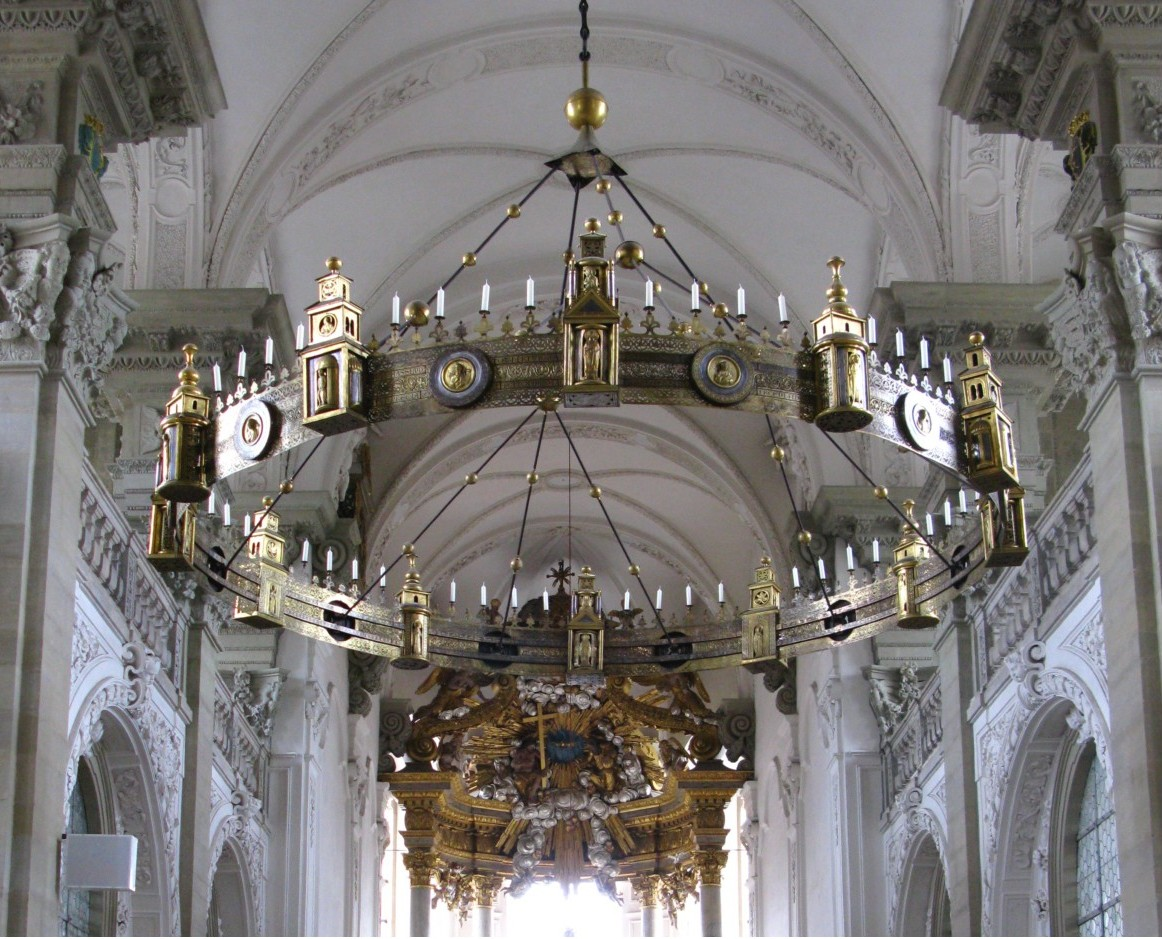
Lampadario Hartwig
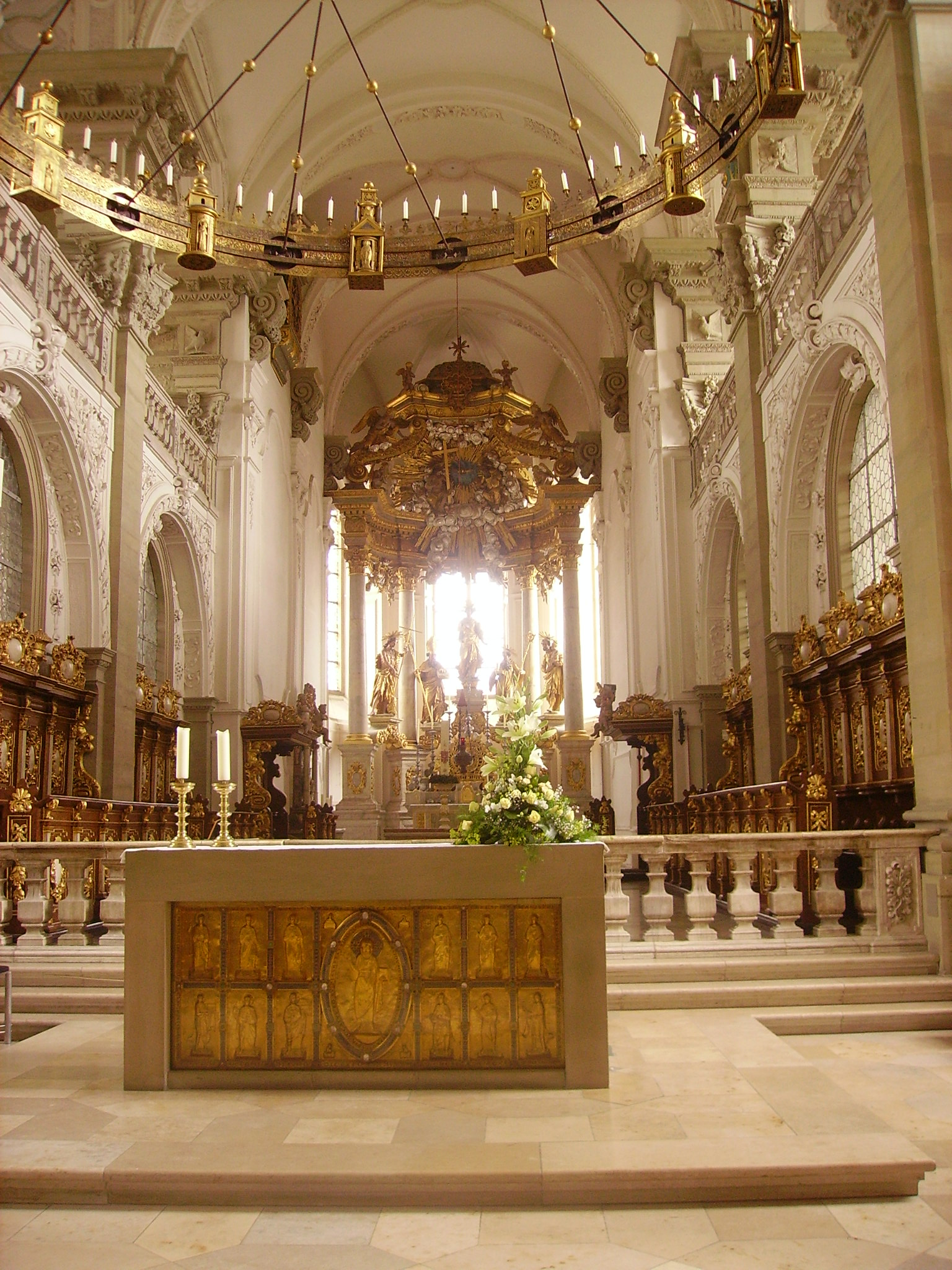
Coro della chiesa con l'antependium